# 貝氏銀眼鯛
貝氏銀眼鯛（学名：[Polymixia berndti] 错误：{{Lang}}：文本有斜体标记（帮助），又名短须须鳂）為輻鰭魚綱鬚鰃目鬚鰃科须鳂属的其中一種鱼类。

## 分布
分布於印度太平洋區，包括東非、南非、留尼旺、模里西斯、馬爾地夫、中國中沙群岛西南、台灣、日本、菲律賓、新喀里多尼亞、萬那杜、澳洲、夏威夷群島等海域，棲息深度約300-500公尺。该物种的模式产地在夏威夷群岛。

## 外型
魚體上半部為土綠色，下半部為銀色，背鰭硬棘4-5枚，背鰭軟條28-31枚，臀鰭硬棘4枚，臀鰭軟條14-16枚，體長可達47.5公分，棲息在沙泥底質海域。

## 扩展阅读
維基物種上的相關：貝氏銀眼鯛